# Spruce Pine (Alabama)
Spruce Pine es un lugar designado por el censo ubicado en el condado de Franklin en el estado estadounidense de Alabama. En el Censo de 2010 tenía una población de 238 habitantes y una densidad poblacional de 159,19 personas por km².

## Geografía
Spruce Pine se encuentra ubicado en las coordenadas 34°23′34″N 87°43′47″O / 34.39278, -87.72972. Según la Oficina del Censo de los Estados Unidos, Spruce Pine tiene una superficie total de 2.41 km², de la cual 2.4 km² corresponden a tierra firme y (0.32%) 0.01 km² es agua.

## Demografía
Según el censo de 2010, había 238 personas residiendo en Spruce Pine. La densidad de población era de 159,19 hab./km². De los 238 habitantes, Spruce Pine estaba compuesto por el 90.76% blancos, el 0% eran afroamericanos, el 0% eran amerindios, el 0% eran asiáticos, el 0% eran isleños del Pacífico, el 1.68% eran de otras razas y el 0.84% pertenecían a dos o más razas. Del total de la población el 5.46% eran hispanos o latinos de cualquier raza.